# Bącka Huta (wieś)
Bącka Huta (dodatkowa nazwa w j. kaszub. Bąckô Hëta) – wieś w północnej Polsce, w województwie pomorskim, w powiecie kartuskim, w gminie Sierakowice, na Pojezierzu Kaszubskim, na Kaszubach, położona na obszarze Kaszubskiego Parku Krajobrazowego i kompleksu leśnego Lasów Mirachowskich. 
Wieś jest siedzibą sołectwa Bącka Huta, w którego skład wchodzą również Szopa, Łączki i Bór. Na północ od miejscowości znajdują się rezerwaty przyrody Kurze Grzędy i Jezioro Turzycowe. 
W latach 1975–1998 miejscowość administracyjnie należała do województwa gdańskiego.

## Historia
Od końca I wojny światowej wieś znajdowała się w granicach Polski (powiat kartuski). Do 1906 roku obowiązującą nazwą niemieckiej administracji dla Bąckiej Huty była niem. Bontschkahutta. W 1907 r. nazwa Bontschkahutta została przez propagandystów niemieckich (w ramach szerokiej akcji odkaszubiania i odpolszczania nazw niemieckiego lebensraumu) zweryfikowana jako zbyt kaszubska i przemianowana na bardziej niemiecką - Bontscherhütte.